# Justin Cronin
Justin Cronin (1962, Nueva Inglaterra, EE. UU.) es profesor de inglés en la Universidad Rice (Houston) y escritor. En 2010 cuando publicó El pasaje las editoriales se pelearon por sus derechos. Ridley Scott tiene proyectado llevar esta novela al cine. Actualmente vive en Houston.

## Premios y reconocimientos
- PEN / Hemingway Award en 2002 por Mary and O'Neil.[4]
- Stephen Crane[5]
- Whiting Writers en 2002 en la categoría de ficción.[6]